# Nancy-sur-Cluses
Nancy-sur-Cluses település Franciaországban, Haute-Savoie megyében. Lakosainak száma 466 fő (2022. január 1.). Nancy-sur-Cluses Cluses, Magland, Le Reposoir és Scionzier községekkel határos.

## Népesség
A település népességének változása:
| Lakosok száma | 427  | 429  | 459  | 460  | 462  | 465  | 473  | 470  | 466  |
|               | 2013 | 2015 | 2016 | 2017 | 2018 | 2019 | 2020 | 2021 | 2022 |